# 小柳友
小柳友（日语：／ Koyanagi Yū，1988年8月29日—），日本演员。出生于东京都，血型是A型，身高187cm。毕业于堀越高等学校。是Stardust Promotion艺能1部所属的艺人，曾经是Amuse所属的艺人。父亲是歌手Bro.TOM（本名小柳富），哥哥是演员、作家小柳心。

## 生平
3歲時在母親的推薦下開始做模特，一直活躍在雜誌上。後在2005年成立的搖滾樂隊ONE OK ROCK擔任鼓手，但在追求演員生涯而退出。
2006年，以《太陽之歌》出道。並在2008年上映的電影《東京奏鳴曲》獲得高崎電影節最佳新人男演員獎。2010年，首次以主角身份出演電影《超人力霸王傑洛 THE MOVIE 超決戰！貝利爾銀河帝國》。主要電視劇的出現包括2009年連續電視小說《翼》、2011年《MARUMO的規定》和2012年NHK的《平清盛》。2012年12月，在《家康與安心》中首演。

## 出演作品

### 電影
- 太阳之歌（2006年6月、松竹）
- HEAT ISLAND（（2007年10月、Xanadeux）
- Crows Zero（2007年10月、东宝）
- 我和条子的700天战争（2008年4月、GAGA）
- Kurianesu（2008年2月）
- 东京奏鸣曲（2008年9月）
- Crows ZeroⅡ（2009年4月）
- 星降大洗城（2009年11月）
- 花水木（2010年8月）
- 赛罗·奥特曼 THE MOVIE 超决战！贝利亚银河帝国（2010年12月、松竹）
- 阪急电车 单程15分钟的奇迹
- 烏鴉的拇指（2012年11月、石屋貫太郎）
- 榕樹食堂之戀（2014年9月20日，城島隼人）
- 闪烁的青春（2014年，田中阳一）
- BLEACH（2018年7月20日，茶渡泰虎）[3]
- 愛在末路之境（2020年9月11日- 高杉）

### 电视剧
- 英雄（2006年3月、日本電視台系）- 新藤
- 我的老大，我的英雄 第2話（2006年、日本電視台系）- 鬼所
- 令人讨厌的松子的一生（2006年、TBS系）- 渡辺笙
- ROOKIES 第10話・最終話（2008年、TBS）- 前田
- 最后的邮件（2008、BS朝日台）- 蓮見透
- 252生存訊號episode.ZERO（2008年、日本電視台）- 望月
- 连续电视小说 翅膀（2009年、NHK）- 大谷翔太
- 烏龍派出所 第6話（2009年、TBS）- 幸成
- まっつぐ 鎌仓河岸捕物控（2010年、NHK）- 彥四郎
- 不良仔与眼镜妹（2010年、TBS）- 千葉星矢
- PERFECT REPORT（2010年、富士电视台）- 紫村健
- MARUMO的規定（2011年、富士电视台）- 真島孝則
- 纪戊～警视厅特殊犯搜查系（2011年、BS朝日台）- 園田
- 我無法戀愛的理由（2011年、富士電視台）- 武居大介
- Beginners!（2012年、TBS）- 杉山清貴
- 大河劇 平清盛（2012年、NHK）- 平知盛
- 勇者義彥和惡靈之鑰（2012年、東京電視台）
- 警視廳安積班6 第8話（2013年、TBS）- 片山春樹
- 鴨去京都（2013年、富士電視台）- 八木飛雄馬
- Miss PILOT（2013年、富士電視台）
- BORDER 警視廳搜查一課殺人犯搜查第四係 第1話（2014年、朝日電視台） - 倉橋貴志
- White Lab～警視廳特別科學搜查班～ 第9話（2014年、TBS） - 西野利治
- 影子寫手（2015年、富士電視台）- 尾崎浩康
- ものづくり日本の奇跡 第5夜「日本人の真価とは?」（2015年、TBS）- 古野清賢
- LOVE理論 第9話 - 第11話（2015年、東京電視台）- 中里有吾
- 初飯 第4話（2015年、TBS）- 大前田要
- 石之繭（2015年、WOWOW）- 尾留川圭介
- Teddy Go!（2015年、富士電視台）- 住吉浩介
- 超級銀行最終決戰（2016年、WOWOW）- 石原惠太
- 東京女子圖鑑（2016年、東京電視台）- 住田龍介
- 相棒 season14 最終話（2016年、朝日電視台）- 金井塚
- 水晶的鼓動 殺人分析班（2016年、WOWOW） - 尾留川圭介
- 逃避雖可恥但有用 第6話（2016年、TBS電視台）- 薰
- 警視廳生物系 第2話（2017年、富士電視台） - 久慈達夫
- 紅鬍子 第5話（2017年、NHK BS Premium）- 榮二
- 愛愛外星人2 第1話（2018年、富士電視台）- サトル
- 馬路無理學園（2018年、日本電視台） - ムスケル / 近藤秀作
- 絕對零度〜未然犯罪潛入搜查〜 第7話（2018年） - 新谷啓一
- 絕叫（2019年、WOWOW） - 町田裕基
- 小說王（2019年、富士電視台）- 小柳俊太郎
- 科搜研之女 第19季 第7話、第8話（2019年、朝日電視台） - 新浜陽一
- Heaven?天國餐館（2019年、TBS） - 花岡仁志
- 絆之踏板（2019年、日本電視台） - 小野拓也[4]
- 八墓村（2019年、NHK BS Premium） - 里村慎太郎
- 蝶之力學 殺人分析班（2019年、WOWOW）- 尾留川圭介
- 與海灘的旭日騙子們（2020年10月30日、福島中央電視台） - 藤田慎二 役[5]
- 要來杯咖啡嗎 第2話（2021年，東京電視台） - タイジ
- 邪神的天秤 公安分析班 第4話（2022年、WOWOW）- 尾留川圭介
- 超人力霸王Decker（2022年、東京電視台）- 朝影雄一郎/巴孜特星人 阿加姆斯[6]
- 糖果色的戀愛反論（2022年、MBS）- 木內泰輔
- 鴉色刑事組 特別篇（2023年、富士電視台）- 吉塚悟
- 社會抹殺丈夫的五種方法 第7話・第8話（2023年、東京電視台） - 麦原明
- 絕對不可能～偵探·上水流涼子的解析～ 第7話（2023年、關西電視台・富士電視台）- 青田

### web放送
- 女子二日游（2010年3月 -、NTT DoCoMo手机电视BeeTV）

### 其他
- 小说《圣少年》（2005年、小学館、壇上りく著）封面模特
- DVD《Otoko o mirume》（au携帯WIN的免费配信）
- CMアクサ損保（株）バイク保険